# ヴイ・フォーク
株式会社ヴイ・フォークは、音響制作事業および音声スタジオ事業を手掛ける小学館のグループ会社。2025年1月末までは、声優・クリエイターのマネジメントも手掛けていた。

## 概要
2025年1月31日、声優マネジメント事業を終了した。

## マネジメント事業終了時点での所属声優

### 女性
- 原田彩楓

### 業務提携
- 横尾瑠尉
- 佐川大樹
- 阿瀬川健太

## 過去の所属者
- 徳本英一郎
- 友島光貴
- 古畑恵介
- 川上莉央
- 神路めぐみ
- 五十嵐浩子
- 河合ゆめの
- 神前有紀
- さとみん
- 高川みな
- 高野橋明里
- 比嘉セリーナ
- 日高まお
- 瀬戸千花（d-girls）
- 湊さつき
- 山上ゆうり